# پاتریسیو کونترراس
پاتریسیو کونترراس (اسپانیایی: Patricio Contreras‎؛ زادهٔ ۱۵ دسامبر ۱۹۴۷) بازیگر شیلیایی‌الاصل اهل آرژانتین است. وی برندۀ جایزه کرکس نقره‌ای انجمن منتقدان فیلم آرژانتین و جایزۀ جشنواره فیلم هاوانا شده است.
از فیلم‌ها یا برنامه‌های تلویزیونی که وی در آن نقش داشته‌است، می‌توان به فرار، گزارش رسمی، گرینگوی پیر و عشق و سایه‌ها اشاره کرد.

## زندگی‌نامه
کنتراس در سال ۱۹۴۷ در سانتیاگو، شیلی به دنیا آمد. او پس از کودتای ۱۹۷۳ علیه رئیس‌جمهور چپ‌گرای شیلی، سالوادور آلنده، که کنتراس از حامیان پرشور او بود، به کشور همسایه، آرژانتین مهاجرت کرد. وی در مدت کوتاهی پس از آن، در چند نقش جزئی در سینمای آرژانتین ظاهر شد که از جمله مهم‌ترین آن‌ها می‌توان به نقش‌آفرینی در فیلم جنایی آدولفو آریستاراین در سال ۱۹۷۸ با عنوان سهم شیر اشاره کرد.
او در سال ۱۹۸۱ با بازیگر نوظهور آرژانتینی، لئونور مانسو ازدواج کرد و در سال ۱۹۸۳ نخستین نقش برجسته‌اش را به‌عنوان گروهبان خائن، کومینی، در فیلم جنگ خنده‌دار کثیف کوچک ساختهٔ آریستاراین ایفا کرد. کنتراس سپس نقش به‌یادماندنی استاد بنیتس را در فیلم اسکار‌گرفتهٔ داستان رسمی (۱۹۸۵) بازی کرد؛ فیلمی که برای آن جایزهٔ کندور نقره‌ای را دریافت نمود. پس از آن، او نقش اصلی را در فیلم احساسی ساخت آرژانتین (۱۹۸۶) به کارگردانی خوان خوزه خوسید ایفا کرد؛ فیلمی دربارهٔ تبعید که جایزه بهترین بازیگر مرد جشنواره فیلم هاوانا را برایش به ارمغان آورد.
او در سال ۱۹۸۹ در کنار گریگوری پک و جین فوندا در فیلم گرینگوی پیر ظاهر شد.
کنتراس در سال ۱۹۹۰ در فیلم سندینو ساختهٔ میگل لیتین، فیلم‌ساز تبعیدی شیلیایی، ایفای نقش کرد. پایان دیکتاتوری آگوستو پینوشه در سال ۱۹۹۰، به کنتراس اجازه داد به کشورش بازگردد و در فیلم مرز (۱۹۹۱) به کارگردانی ریکاردو لارائین نقش اصلی را بازی کند. با وجود بازگشت به شیلی، او همچنان در آرژانتین زندگی و کار می‌کرد و در سال ۱۹۹۵ در فیلم اقتباسی بتی کاپلان از رمان ایزابل آلنده با عنوان از عشق و سایه‌ها نقش‌آفرینی نمود. او همچنین در تئاتر محلی فعالیت داشت و از جمله در تولید محلی نمایش در انتظار گودو اثر ساموئل بکت در سال‌های ۱۹۹۶ تا ۱۹۹۸، به کارگردانی همسرش، بازی کرد. با این حال، زندگی مشترک آن‌ها به جدایی انجامید و این زوج در سال ۲۰۰۱ طلاق گرفتند.
از دیگر نقش‌های برجستهٔ او در سال‌های بعد می‌توان به ایفای نقش هرکول پوآرو در فیلم قتل از راه دور (۱۹۹۸) ساختهٔ سانتیاگو کارلوس اووس، و کارآگاه بی‌رحم در فیلم واقع‌گرایانهٔ فرار (۲۰۰۱) ساختهٔ ادواردو مینیونیا اشاره کرد. او در سال ۲۰۰۷ بار دیگر با همسر سابقش بر صحنهٔ تئاتر ظاهر شد و در اجرای او از نمایشنامهٔ ویران اثر سارا کین بازی کرد.
کنتراس همچنان در بوئنوس آیرس زندگی می‌کند و یکی از بازیگران پرکار سینما و تئاتر به‌شمار می‌رود.